# Karl Robert Åström
Karl Robert Åström, född 1839 i Torneå, död 1897 i Uleåborg, var en finsk industriman och grundare av läderfabriken Bröder Åström Ab i Uleåborg. Karl Robert grundade fabriken 1863 och hans fem år yngre bror Hemming Åström blev delägare i fabriken fem år senare.
Fabriken växte kraftigt och blev Nordens största inom branschen. På 1910-talet sysselsatt fabriken ca 1600 personer, vilket utgjorde knappa 10% av Uleåborgs befolkning. Både Karl Robert och Hemming var samhällsaktiva i Uleåborgsnejden. Karl Robert Åström blev kommerseråd.